# 1801年8月1日战斗
1801年8月1日战斗（英語：Action of 1 August 1801）是第一次巴巴里戰爭期间美国“企业号”双桅纵帆船和的黎波里塔尼亚“的黎波里号”浦六甲双桅船在今的黎波里近海发生的单舰战斗。安德鲁·斯特雷特海军中尉所在的“企业号”隶属理查德·戴尔海军准将率领的美国地中海分舰队，共同负责从海上封锁的黎波里省，戴尔海军准将派“企业号”前往马耳他获取补给。
“企业号”在前往马耳他途中遭遇马霍特·罗斯将军指挥的“的黎波里号”浦六甲双桅船并展开激战。“的黎波里号”战斗顽强，在三小时的战斗中三次假装投降，最终还是被美方俘获。不过，斯特雷特无权将敌船当成战利品处理，所以只能将其释放。
从马耳他返回后，斯特雷特和“企业号”其他船员获得政府表彰和奖励。这是美国同的黎波里省开战后的首胜，美方士气大振；相比之下，的黎波里省得知“的黎波里号”惨败后士气落至谷底。这场战斗虽以美国大胜告终，但对整场战争没有长远影响，美军封锁的黎波里省的战略效率低下，战争持续多年、进展缓慢。

## 背景
1783年美国独立后，新政府曾向的黎波里省朝贡，换取美国商船在地中海的安全。的黎波里省此时名义上属奥斯曼帝国，但在外交事务上几乎完全自主，并且会向有船只行经地中海的非穆斯林国家宣战，以此逼迫对方朝贡。1801年，的黎波里省向美国索取的朝贡金额大幅增多，新当选的托马斯·杰斐逊总统从一开始就反对朝贡，所以直接回绝对方的要求。的黎波里省于是向美国宣战，海军开始抢劫并扣押美国船只和船员，以此逼迫杰斐逊政府屈服。
美国商船遭受袭击的消息传到华盛顿后，杰斐逊政府授权美国海军对的黎波里省有限开战。根据战略安排，理查德·戴尔（Richard Dale）海军准将率领分舰队负责封锁的黎波里省。1801年7月，戴尔的部队淡水即将耗尽，为获取补给，他派安德鲁·斯特雷特（Andrew Sterett）海军中尉带领“企业号”（USS Enterprise）前往英国位于马耳他的海军基地，海军准将本人与“总统号”（USS President）巡防舰留在的黎波里省近海维持封锁。离开封锁位置后不久，“企业号”发现附近有一艘船疑似的黎波里军舰，于是升起英国旗帜靠近对方并询问意图。的黎波里人回答他们在找美国船只，于是“企业号”降下英国旗帜，升起美国国旗准备战斗
的黎波里军舰“的黎波里号”（Tripoli），与“企业号”基本势均力敌。“企业号”有90人，于1799年建成，排水量135吨，配有12门炮，曾参与美法短暂冲突实战。“的黎波里号”是配备三角帆的浦六甲双桅船，船上有80人，由马霍特·罗斯（Mahomet Rous）将军指挥，配有14门炮。“的黎波里号”的火力略占优势，但“企业号”人数更多，而且对方还是仓促应战。美国人在炮击行动上也远比对手经验丰富，“的黎波里号”基本还是海盗船的打法，倾向登船作战夺取对手船只。

## 战斗

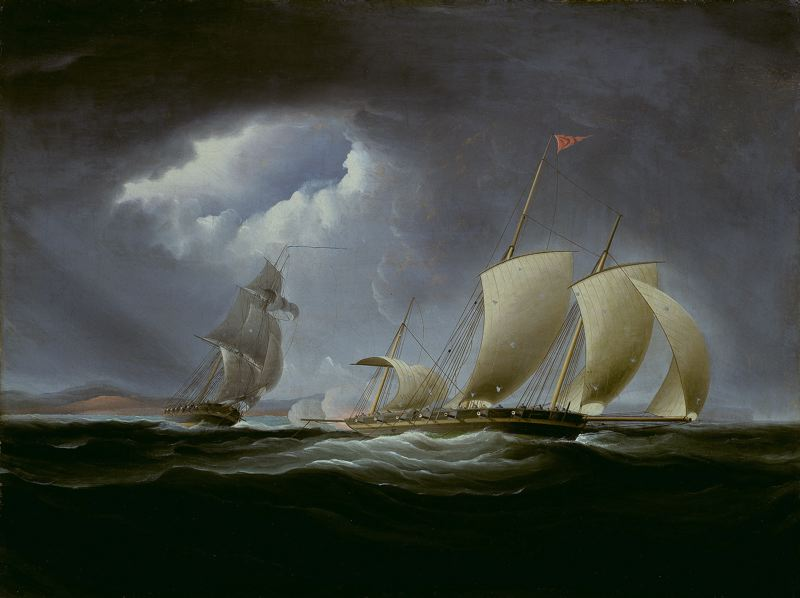
企业号追击的黎波里号，托马斯·伯奇绘

斯特雷特升起美国旗帜后不久就命令手下在近距离用滑膛枪向敌人开火，“的黎波里号”侧翼火炮还击，但因两船位置关系没有什么效果。美方侧翼排炮开火后，罗斯中断战斗企图逃跑。但打也打不过，跑又跑不赢，的黎波里人于是向“企业号”抛出抓钩，试图登船作战。美国人等待敌人进入滑膛枪射程后开火，压制对手的登船行动，迫使“的黎波里号”再度试图逃跑。“企业号”继续追击，侧面排炮向敌舰开火并在船体上炸出大洞。
“的黎波里号”此时已严重受损，降下旗帜示意投降，但就在“企业号”靠近准备接受投降时，的黎波里人又升起旗帜并开火，而且再度尝试登上美国战船，但依然被排炮和滑膛枪击退。经过又一轮交火，的黎波里人第二次降旗，斯特雷特也下令停火並靠近敌船。没想到罗斯又一次升起国旗并企图登上美舰，但“企业号”的炮火打击精准，迫使对手再度转向。战斗仍在继续，罗斯第三次假装投降，希望把“企业号”引入抓钩距离范围，但斯特雷特这次不再靠近，下令将炮口对准敌方吃水线，此举意为威胁击沉“的黎波里号”。接下来美舰侧翼排炮再度命中目标并造成严重破坏，桅杆也被打断，沉没已是时间问题。“的黎波里号”大部分船员非死即伤，罗斯本人也已受伤，他把的黎波里旗帜扔进大海，说服斯特雷特停止攻击。

## 影响
这场战斗以美国大获全胜结束：“的黎波里号”严重受损，30名船员死亡，另有包括罗斯将军和大副在内的30人受伤；“企业号”只有船体表面存在些许损伤而且没有人员伤亡。斯特雷特无权将敌船当成战利品处理，所以只能将其释放。但美国人先行切断“的黎波里号”的桅杆，这样船就基本报废，几乎无法航行。接下来斯特雷特继续开往马耳他，获取物资后返回封锁线。
“企业号”离开后，“的黎波里号”开始朝的黎波里港回航，在途中遇上“总统号”并求援，自称是突尼斯战船，与法国海军22门炮军舰交战后落到如此境地。戴尔海军准将怀疑罗斯此言不尽不实，所以只提供指南针，方便他找到返回港口的路。终于抵达的黎波里后，罗斯受到该省帕夏优素福·卡拉曼利斯（Yusuf Karamanli）的严厉斥责。他被剥夺职权，然后被迫倒骑在驴上，身上挂着羊内脏游街示众，还有500次笞刑在等着他。
战斗结果和罗斯受到严惩，重创的黎波里人士气，报名上船参战的人数大幅减少。美国情况恰恰相反，美国人在与的黎波里人的战斗中赢得首场胜利的信息很快传遍街头巷尾。美国政府向“企业号”所有船员支付相当于一个月薪酬的奖金，并授予斯特雷特佩剑，要求给他升职。剧作家写出美国人获胜的幻想戏剧，战斗士气和激情达到高峰。但是，这次胜利对整场战争完全没有长期影响，戴尔对的黎波里的封锁不能有效阻止港口船只进出，也无力推动该省帕夏转变对美外交立场。1802年，戴尔分舰队的任务改由理查德·瓦伦丁·莫里斯（Richard Valentine Morris）率领的分舰队负责。

## 脚注
1. 1 2  Whipple 1991, p. 79.
2. ↑  Allen 1905, p. 95
3. ↑  Allen 1905, p. 91
4. 1 2  Boot 2002, p. 13.
5. 1 2  Fremont-Barnes 2002, p. 40.
6. ↑  Dobbs 2005, p. 138.
7. ↑  Smethurst 2006, p. 81.
8. ↑  Wheelan 2003, p. xix.
9. 1 2 3  Whipple 1991, p. 80.
10. ↑  Wheelan 2003, p. xx.
11. ↑  Allen 1905, p. 96.
12. ↑  Wheelan 2003, p. 118.
13. ↑  Boot 2002, p. 14.
14. ↑  Allen 1905, p. 97.
15. ↑  Wheelan 2003, p. 119.